# Sipke Ernst
Sipke Ernst (* 8. Januar 1979 in Dokkum)  ist ein niederländischer Schach-Großmeister.

## Leben
Ernst ist in Damwâld aufgewachsen. 1993 wurde Ernst Niederländischer Jugendmeister U14. 1998 qualifizierte er sich erstmals für die Endrunde der Niederländischen Erwachsenenmeisterschaft. Den Titel Internationaler Meister erhielt er 1999. 2000 gewann er in Lichfield und wurde geteilter Dritter in Hoogeveen. 2001 gewann er in Groningen und wurde Zweiter (nach Semjon Dwoiris) in Dieren. 2002 wurde er bei der Niederländischen Meisterschaft Vierter und nahm erstmals für seine Heimat an der Schacholympiade in Bled teil. Im selben Jahr wurde er geteilter Zweiter (hinter dem Sieger Shuhrat Safin) in Dieren. 2004 wurde er geteilter Zweiter (zusammen mit Magnus Carlsen) beim C-Turnier in Wijk aan Zee. 2005 und 2006 gewann er erneut in Groningen. Mit einem Ergebnis von 5,5 aus 7 und einer Ratingperformance von 2725 beim European Club Cup 2006 in Fügen, an dem er mit der Schachgesellschaft 1868-Aljechin Solingen teilnahm, erzielte Ernst seine letzte Großmeisternorm und erhielt im selben Jahr von der FIDE den Großmeistertitel verliehen.

## Mannschaftsschach
Sipke Ernst nahm mit der niederländischen Nationalmannschaft an der Schacholympiade 2002 und der Mannschaftseuropameisterschaft 2009 teil.
In der niederländischen Meesterklasse spielte er von 1995 bis 1997 bei Philidor Leeuwarden, von 2001 bis 2008 bei BIS Beamer Team beziehungsweise Homburg Apeldoorn, seit 2008 spielt er beim Schaakclub Groningen.
In der deutschen Schachbundesliga spielte Ernst von 2004 bis 2012 bei der Schachgesellschaft Solingen, mit der er auch am European Club Cup 2006 teilnahm und dabei das beste Ergebnis am zweiten Brett erreichte, seit 2012 spielt er beim Hamburger SK. In der belgischen Interclubs spielt Ernst seit 2014 für die Mannschaft des Koninklijke Brugse Schaakkring.

## Veröffentlichungen
- Gambits and Flank Openings 5: Indian Defences: Catalan and Benoni. Interchess BV, Alkmaar 2008, ISBN 90-5691-201-1 (mit Geert Van der Stricht)
- Gambits and Flank Openings 6: Gambits and Flank Openings. Interchess BV, Alkmaar 2007, ISBN 90-5691-221-6 (mit Geert Van der Stricht)